# Oxystigmatium spinipenne
Oxystigmatium spinipenne là một loài bọ cánh cứng trong họ Cleridae. Loài này được Kraatz miêu tả khoa học năm 1899.